# Pelochrista tolerans
Pelochrista tolerans es una especie de polilla perteneciente al género Pelochrista, categorizada en la tribu Eucosmini, de la subfamilia Olethreutinae.

## Distribución
Se distribuye por el Tíbet.

## Taxonomía
Fue descrita por Meyrick en 1930 y publicada por primera vez en Exotic Microlepid. 3: 599.